# Risikokind
Als Risikokind oder noch häufiger (auch im deutschen Sprachraum) at-risk child oder child at risk, werden in der Soziologie Kinder bezeichnet, die der verstärkten Gefahr unterliegen sich negativ zu entwickeln. Damit ist meistens gemeint, dass sie zu Drogen greifen, kriminell werden oder in der Schule nur geringe Qualifikationen erwerben, sozialarbeiterisch also deviant werden.
Bei Jugendlichen spricht man von Risikojugendlichen, at-risk youth oder auch youth at risk.

## Risikogruppen
Zu den Risikokindern zählen:
- Kinder, die unter Kinderarmut leiden[1]
- Kinder, die zu früh oder nach einer Risikoschwangerschaft geboren werden[2]
- Kinder, die von Legasthenie betroffen sind[3]
- Kinder mit elterlichem Suchthintergrund, mit dadurch bedingten körperlichen und seelischen Gewalterfahrungen[4]

## Fachliche Kritik an diesem Begriff
Es wird diskutiert, ob in der Begriffswahl des Risikokindes oder Risikojugendlichen nicht schon eine Zuschreibung im Sinne eines erblich angelegten Risikos stattfindet. Das soziale Problem ist also meist nicht der Risikoträger Risikokind/Risikojugendlicher, sondern auch und vor allem in der Umwelt und Sozialpolitik begründet.